# Stradivari (película)
Stradivari es una película dramática alemana de 1935 dirigida por Géza von Bolváry y protagonizada por Gustav Fröhlich, Sybille Schmitz y Harald Paulsen.
Los decorados de la película fueron diseñados por el director artístico Emil Hasler. La película se rodó en Johannisthal Studios de Berlín. Una versión en francés, Stradivarius, que se produjo el mismo año, fue también dirigida por Géza von Bolváry, pero con un elenco diferente.

## Sinopsis
En 1914, un oficial húngaro hereda un Stradivarius que se cree que trae mala suerte a su propietario. Él y su prometida italiana son separados por la Primera Guerra Mundial, y él resulta gravemente herido.

## Reparto
- Gustav Fröhlich como Sándor Teleki.
- Sybille Schmitz como María Belloni.
- Harald Paulsen como Imre Berczy.
- Hilde Krüger como Irene Kardos.
- Albrecht Schoenhals como el Dr. Pietro Rossi.
- Hans Leibelt como el profesor Hoefer.
- Aribert Wäscher como Carnetti.
- Theodor Loos como comandante del hospital.
- Edith Linn como enfermero.
- Heinrich Schroth como Jefe.
- Veit Harlan como Antonio Stradivari.
- Fritz Staudte como Nicolo Amati.
- Hedda Björnson como Beatrice Amati.
- Angelo Ferrari como oficial italiano.
- Armin Schweizer como Vilmos, viejo sirviente.
- Armin Münch como Pista, hijo del oficial.
- Paul Rehkopf como portero de hotel.
- S. O. Schoening como príncipe Nousinoff.
- Marcella Albani como princesa Tatjana Nousinoff.
- Fritz Kösling como el marqués de Chambort.